# 大高玄殿
39°55′27″N 116°23′36″E / 39.924038°N 116.393254°E

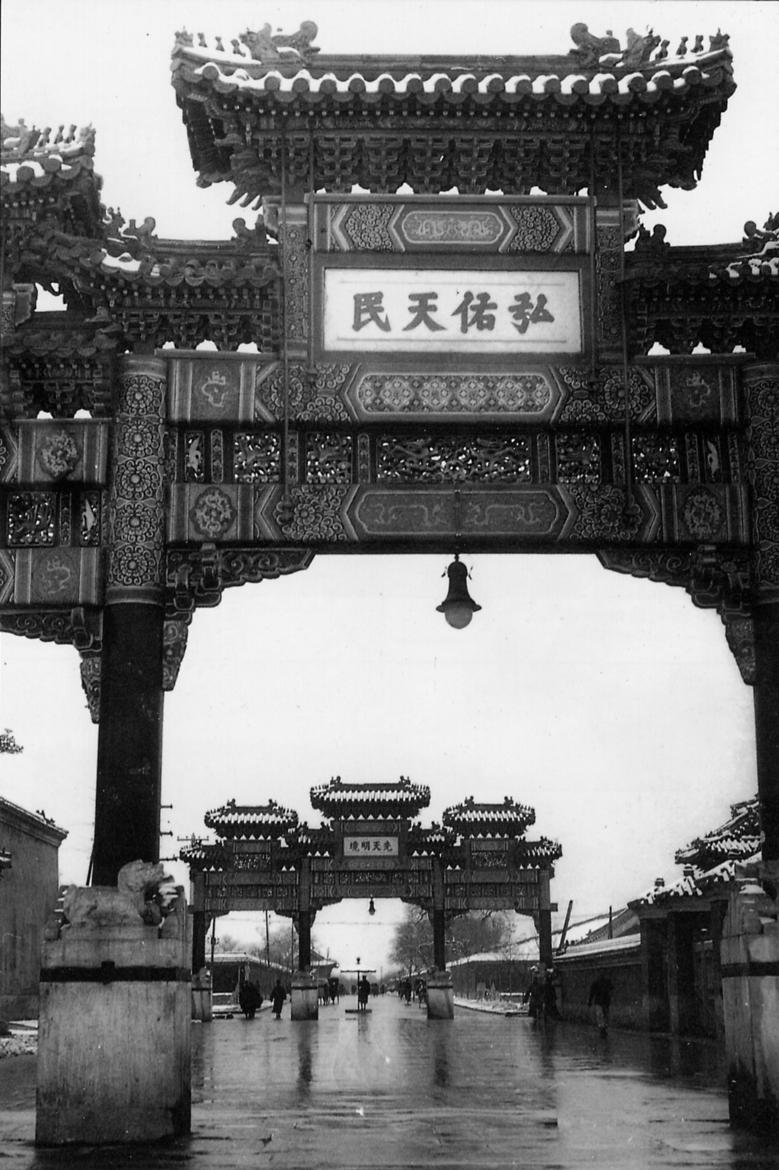
1948年拍摄的大高玄殿西牌楼，正面匾额“弘佑天民”，远处为东牌楼，背面匾额“先天明镜”。

大高玄殿，又称大高元殿，簡稱高玄殿、大高殿，是一座明清两代皇家御用道观，主祀三清、玉帝，位于北京市西城区景山前街北侧。因大高玄殿临街的头道山门是并排的三座门，故此地地名又俗称“三座门”。

## 历史

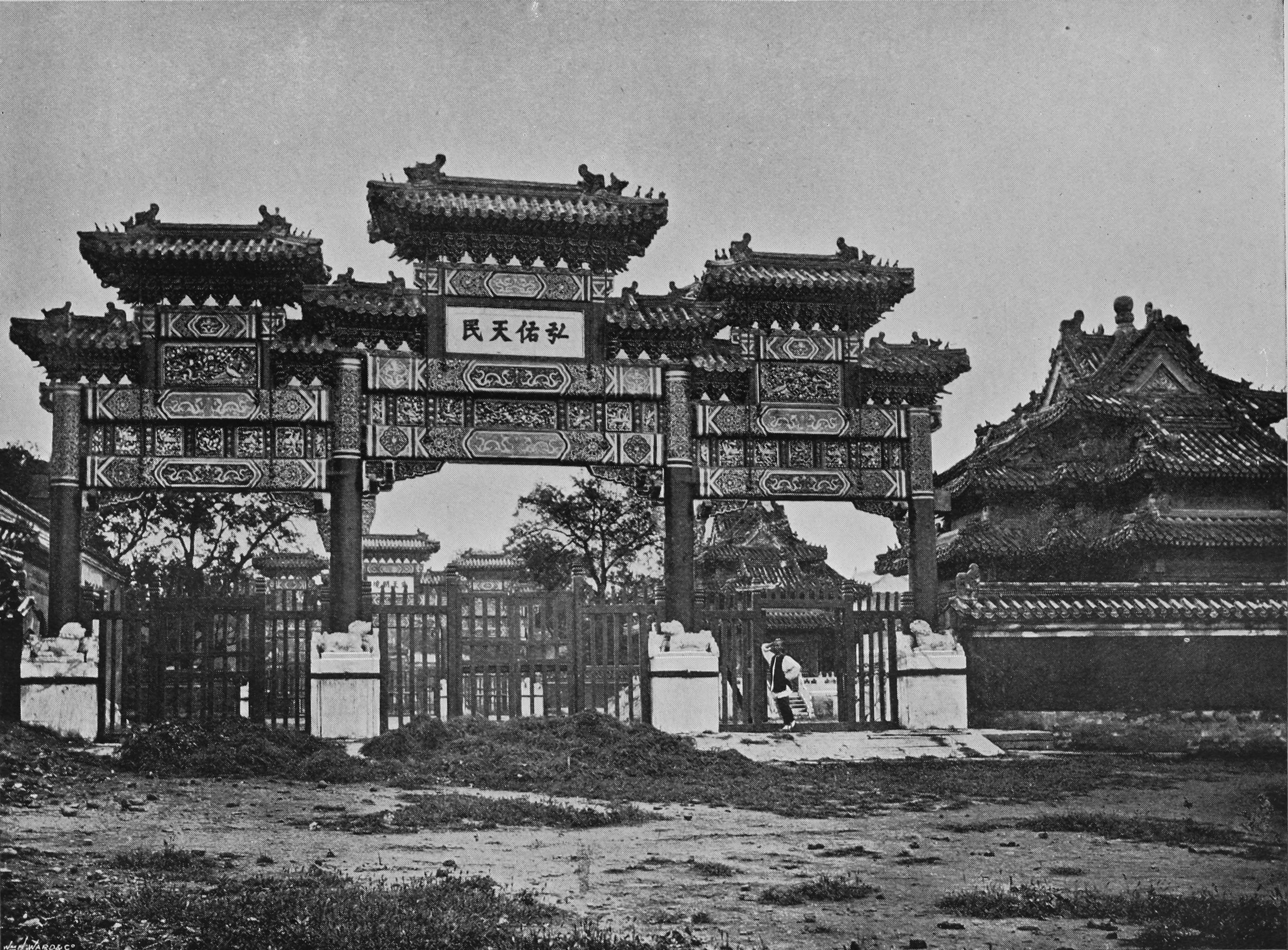
1871年到1872年间拍摄

### 明朝兴建
大高玄殿位于今景山前街以北，景山西街以东，陟山门街以南。此处地处北京皇城之内，北海公园以東，景山公园以西。
明朝嘉靖十八年（1539年），深受嘉靖帝宠信的道士邵元节病逝。嘉靖十八年九月，邵元节生前向嘉靖帝推荐的道士陶仲文获嘉靖帝封为“神霄保国弘烈宣教振法通真忠孝秉一真人”。嘉靖十九年十月，太子出牛痘，陶仲文奉命祭天以为太子祛病，不久太子病愈。陶仲文由此更获嘉靖帝宠信，成为继邵元节之后又一位深受皇帝崇信的道士。在陶仲文的建议下，各地大批兴建道观，导致国库更加空虚。
嘉靖二十一年四月（1542年），在陶仲文的建议之下，嘉靖年间最大的皇家道观之一大高玄殿竣工。大高玄殿由工匠郭文英主持修建，使用的木料采自四川、贵州、湖广等地。大高玄殿东西宽57米，南北长264米，占地面积大约1.5万平方米。据史书记载，神殿建成之后，百官斋戒、行香、禁刑屠十日。大高玄殿作为“每岁大旱，则建醮祈雨，遣官礼拜”之所，平民不得出入。大高玄殿最后面的“乾元阁”上圆下方，象征着“天圆地方”，是在天坛的皇穹宇的建筑式样的基础上进行改造创新而成，形制独特。
嘉靖帝的宠臣夏言有诗曰：“炉香缥缈高玄殿，宫烛荧煌太乙坛。”形象地描绘了嘉靖帝和大臣们在大高玄殿日夜斋醮的景象。明朝西苑的许多道观中，大高玄殿的地位最尊。惟有大高玄殿供奉玉皇大帝及三清（玉清、上清、太清）像，嘉靖帝“有祷必至”。大高玄殿中的“象一宫”供奉的“象一帝君”，“范金为之，高尺许，明世宗玄修玉容也”，即按嘉靖帝的相貌制作。
嘉靖二十一年十月，一些宫女发动了壬寅宮變。嘉靖帝侥幸生还。事后，嘉靖帝搬出皇宫，到西苑的万寿宫居住，并在万寿宫崇道炼丹。嘉靖四十五年（1566年），嘉靖帝驾崩。此后不到一个月，他修建的大多数道观均遭毁弃，大高玄殿虽获保存，但再无过去兴盛时“炉香缥缈”的景象。

### 后世沧桑

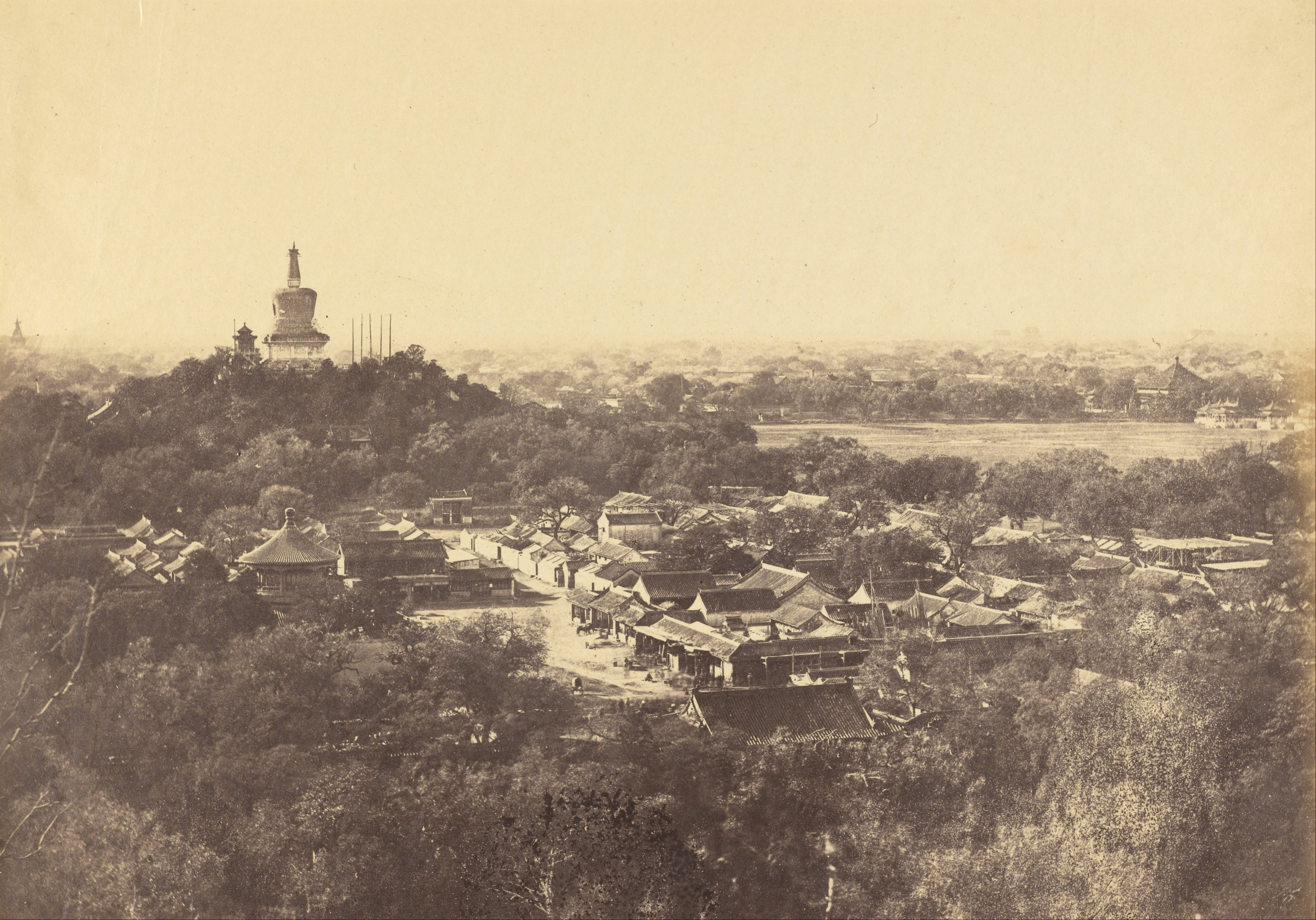
Felice Beato1860年从景山上拍摄的北海。图中部左侧可见大高玄殿建筑群，尤其是乾元阁较为明显。其后的通向北海的街道为陟山门街，位于图片中部。

清朝皇帝最初信奉萨满教，清兵入关后顺治帝又篤信佛教，并重视儒学，而对道教的信仰则远逊于明朝，但也并未排斥。清朝皇帝每逢初一日、十五日照例要到大高玄殿拈香行礼。特别是逢大旱或大涝，皇帝均要在此进行祭天祈雨等活动。
清朝康熙年间，大高玄殿因避康熙帝玄烨的名讳，而改称“大高元殿”，后又更名为“大高殿”，专门举办各种道教的道场。清宫档案记载，大高玄殿先后在雍正八年（1730年）、乾隆十一年（1746年）、嘉庆二十三年（1818年）获得大规模重修。
光绪二十六年（1900年），八国联军占领北京，烧杀抢掠。清宫档案记载，法军占领大高玄殿十个多月，大高玄殿的建筑和陈设文物遭严重破坏及掠夺，大批雕像、法器、经卷被法军抢走。
《辛丑条约》签订之后，慈禧太后和光绪帝准备回北京，清廷急令吏部尚书张百熙修复北京的道路，内务府大臣世续等人趁机提出，大高玄殿是皇家道观，应当修复，可交与张百熙和京城道路工程一并修复。此提议获得允准，光绪二十七年（1901年），清廷令张百熙等主持修复大高玄殿。张百熙派员考察了大高玄殿后，预计两个月内完成修复，但因经费困难，直到光绪二十九年一月（1903年）才草率竣工。过了几年，大高玄殿建筑便险情频发，部分殿宇发生漏雨潮湿，而清廷当时已经无力维修。
1924年，清朝逊帝溥仪被馮玉祥的國民軍逐出紫禁城，大高玄殿和太庙、景山均被移交给清室善后委员会接管。1925年，又交由新成立的故宫博物院管理。此后，故宫博物院对大高玄殿的瓦顶进行拔草，补渗查漏，油饰殿门，维修围墙。
1937年卢沟桥事变后，大高玄殿被日军占用。抗日战争胜利后，被南京国民政府军队接管。随后，国立故宫博物院收回了大高玄殿的管理权。

### 占用与腾退

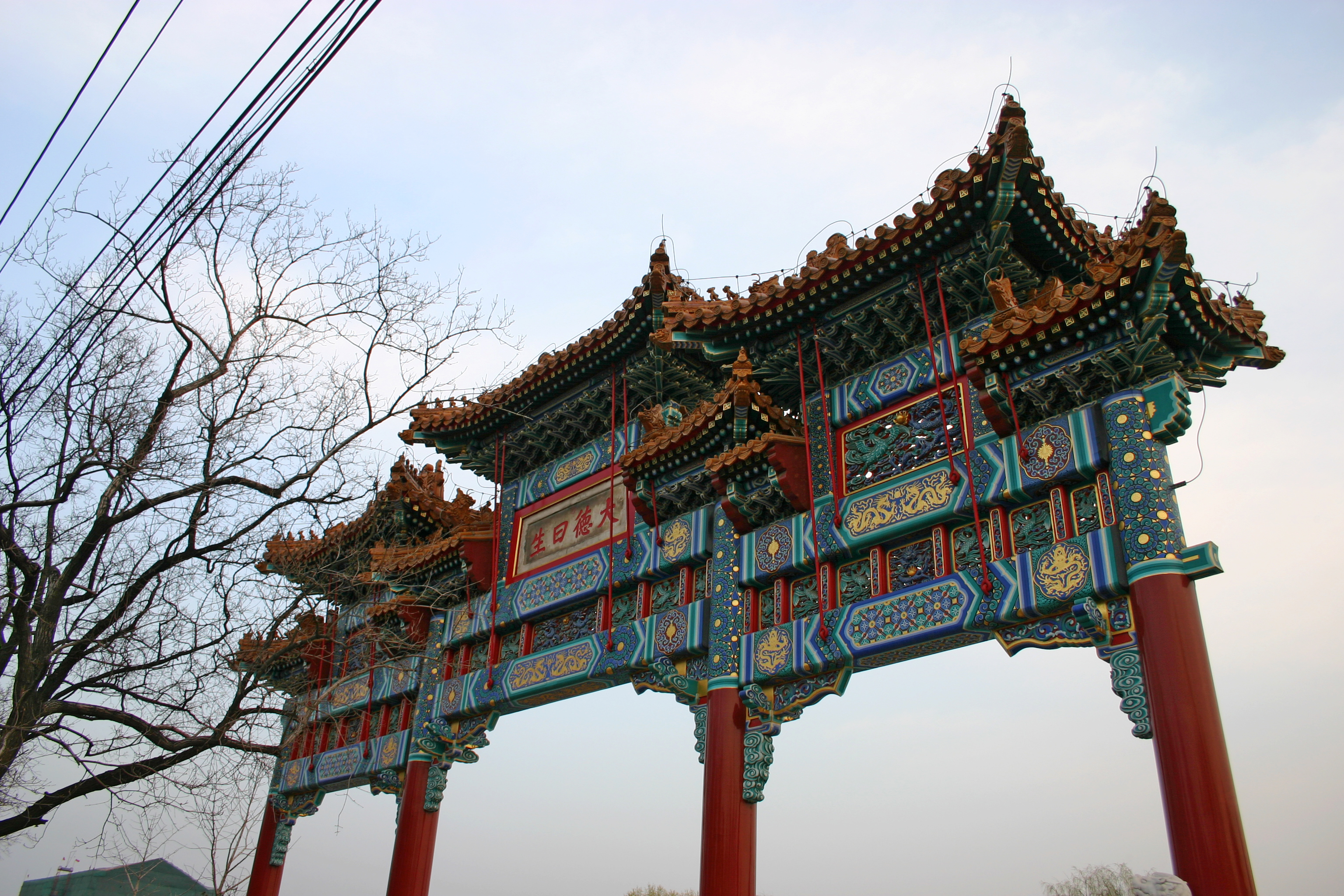
2004年复建的南牌楼北侧，额曰“大德曰生”

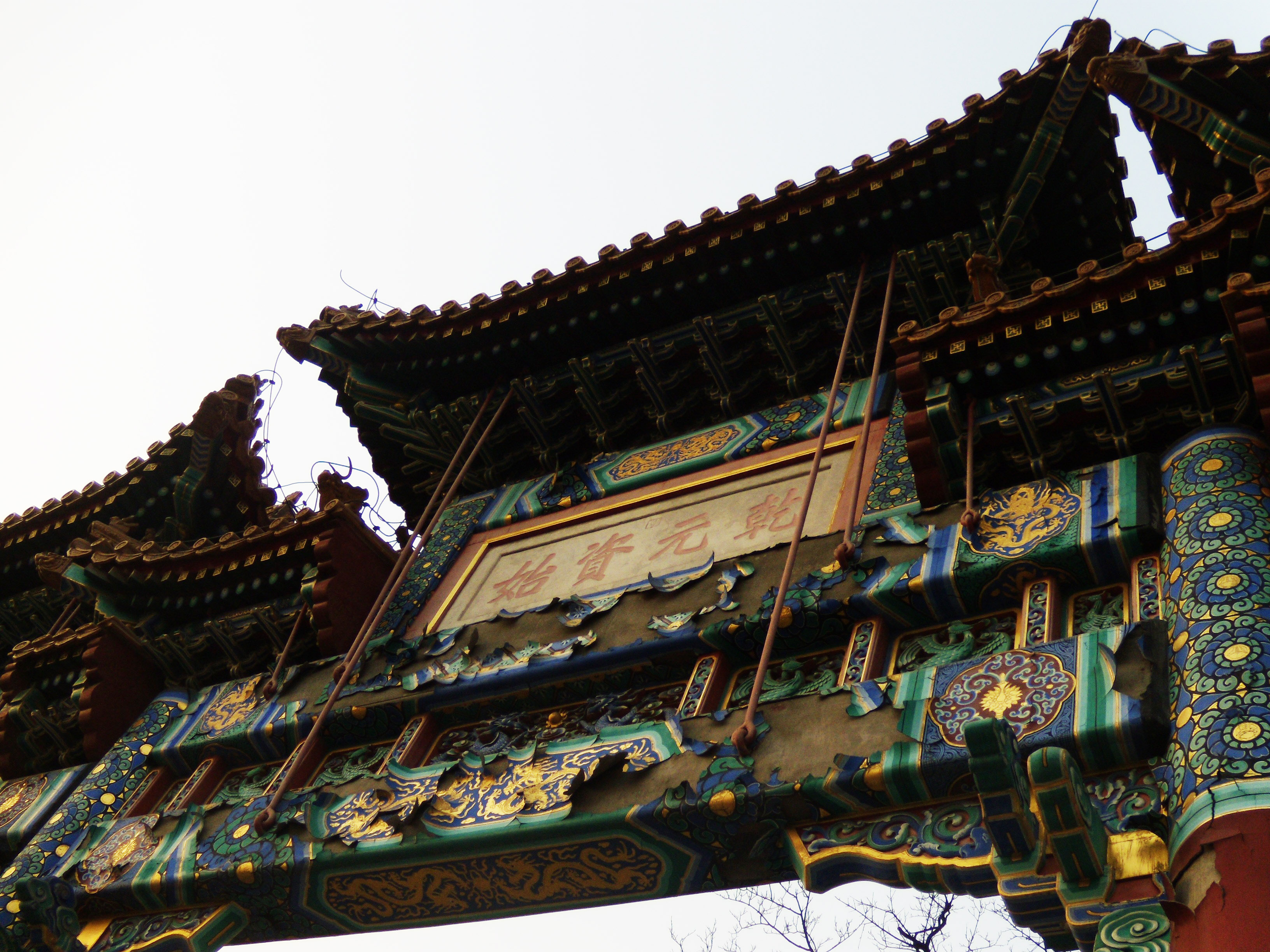
2004年复建的南牌楼南侧，额曰“乾元资始”

中华人民共和国成立初期，1950年，中国人民解放军向故宫博物院“借用”大高玄殿办展览，因属临时借用，双方仅有口头协议，并未签订书面合同。此后，占用单位长期占用大高玄殿不还。大高玄殿先后被中央军委办公厅行政经济处、中国人民解放军总参谋部管理保障部服务局等单位用作办公用房，缺乏修缮，损毁严重，彩绘严重剥落，殿前月台的汉白玉石栏杆倾坍，九天应元雷坛前面接建了许多间红砖房，院落内乱搭建的办公建筑也很多，火灾隐患严重。
1956年，北京市人民政府确认故宫博物院拥有大高玄殿的房产权。1980年代末，文物保护专家首次提出建议，希望总参保障部服务局腾退大高玄殿。1996年，大高玄殿被列为全国重点保护文物单位。1998年和2000年，全国政协两次收到刘炳森等全国政协委员提案，呼吁将大高玄殿归还故宫博物院，进行修缮后向社会开放。2000年11月，古建筑专家郑孝燮、罗哲文等人发出《关于收回大高玄殿作为文化设施的倡议书》，但总参管理保障部服务局因索要巨额搬迁补偿未获满足而拒不迁出。2001年，国务院有关领导对解决大高玄殿回归问题作出批示。2005年，学者季羡林联合多名专家学者呼吁占用大高玄殿的单位尽快腾退大高玄殿，以便早日修缮并向社会开放。2005年，北京市人民政府报国务院《关于推进旧城范围内文物保护单位腾退工作的请示》，其中包括大高玄殿的腾退问题，请求国务院支持。但因腾退涉及经费及用地问题，故一直未取得实质进展。2005年夏，北京市文物局向大高玄殿的管理使用单位下发了《责令限期整改通知书》，要求其在一年内整改。2006年3月，文化部、国家文物局、北京市文物局与占用单位协调。2008年1月，国务院有关领导出面召开协调会，约请财政部、北京市人民政府、总参管理保障部服务局、故宫博物馆四方商谈，提出最迟不超过2009年3月腾退的意见。2009年3月，占用单位称腾退面临经费及土地划拨等困难，大高玄殿未按原计划腾退。
2010年6月11日，总参管理保障部服务局与故宫博物院签订协议，将大高玄殿文物建筑移交给故宫博物院管理，故宫博物馆方面则向总参管理保障部服务局提供了高额补偿。故宫博物院随即对大高玄殿展开大修前的准备工作。2011年6月11日，大高玄殿乾元阁抢险修缮工程开工，计划于2012年4月竣工。乾元阁抢险修缮工程拉开了大高玄殿大修的帷幕。此后，其他各殿宇也先后在修缮前进行了抢险加固工作。2013年5月18日故宫博物院院长单霁翔发布新闻，全国重点文物保护单位大高玄殿已经完成移交，正式归还故宫，预计2015年向社会免费开放。 
2015年4月2日，大高玄殿修缮工程正式开工，全部修缮工作预计在2017年底完工。这是大高玄殿重归故宫博物院管理后的第一次整体大修。修缮完成后，大高玄殿计划采用渐进方式，作为市民文化广场对公众开放，在“九天万法雷坛”设数字展馆，在大高玄殿举办与道教有关的展览，首展已决定与武当山博物馆合办。
2017年1月14日，北京市文物局、北京市规划和国土资源管理委员会发出《关于公布〈故宫保护总体规划〉和〈大高玄殿文物保护规划〉的通知》，公布了《故宫保护总体规划》和《大高玄殿文物保护规划》。

## 建筑

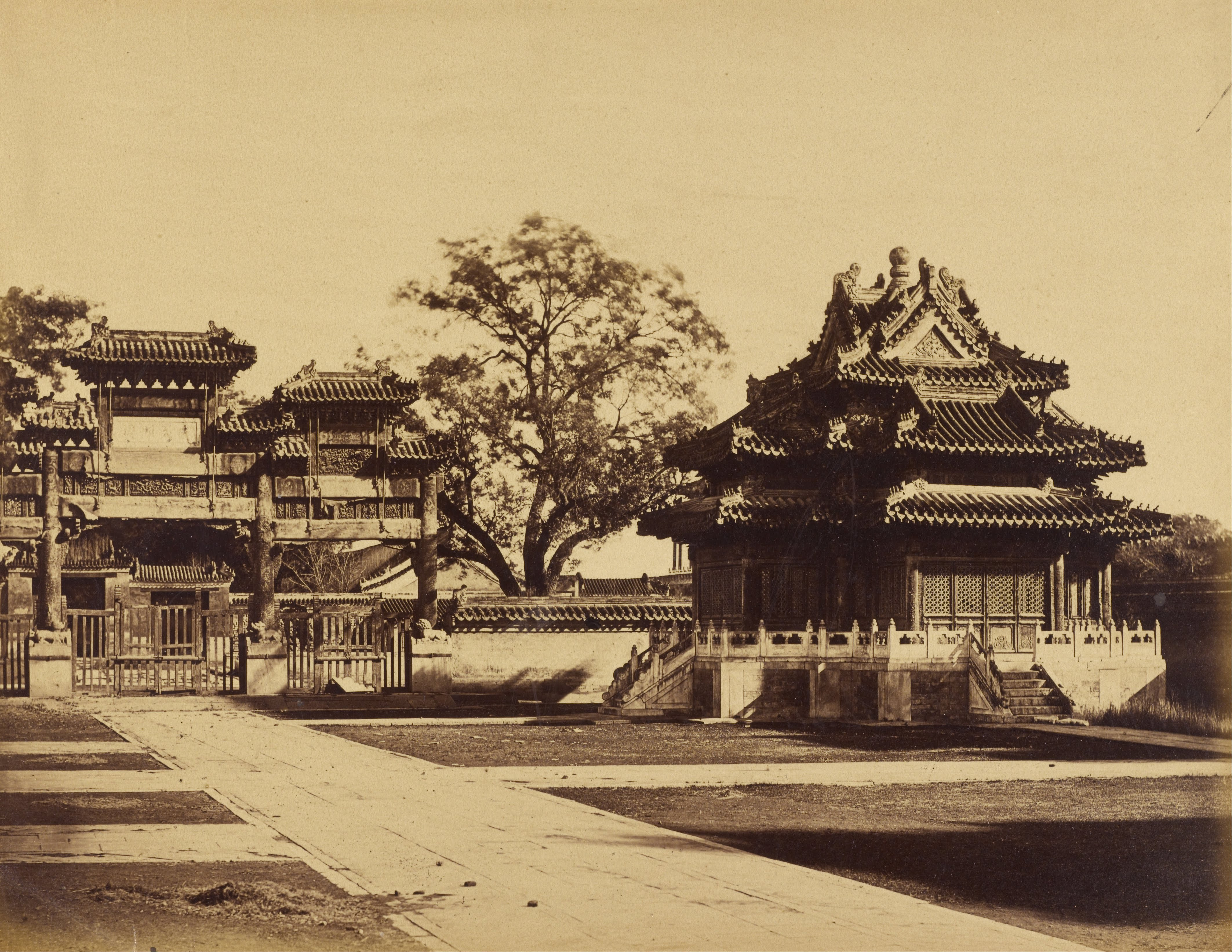
Felice Beato1860年拍摄的大高玄殿。图中为东牌楼及东侧木阁。

大高玄殿占地面积约1.3万平方米，总建筑面积约5300平方米。

### 牌楼及木阁
大高玄殿头道山门外，原有东、西木阁及东、西、南三座牌楼组成的第一进院落。东、西牌楼及木阁建于明朝。清朝康熙中期《皇城宫殿衙署图》中，标有东、西牌楼及东、西木阁，其中东侧木阁称“阳明阁”，西侧木阁称“阴灵轩”，该院落东、西、南都有院墙，北即头道山门及其东西院墙，该院落南侧为一门，称“始青道境”。乾隆八年（1743年）重修大高玄殿，并在东、西木阁之间偏南处增建一座南牌楼（原址即“始青道境”门）。光绪二十九年（1903年），西侧木阁失火，同年重修。1920年，南牌楼因糟朽向南倾斜而遭到拆除，后于1937年在牌楼修缮工程中重建。中华民国时期，将东、西牌楼之间辟为城市道路（即今景山前街），在两座木阁北侧加建了一段围墙，使两座木阁及南牌楼形成一个道路南侧的小院，小院北侧开三座门，门外即东、西牌楼之间的道路。1943年，大高玄殿围墙及木阁重修。1955年1月8日，大高玄殿的东、西牌楼拆卸工程开工，1月14日完工。1956年5月28日至6月10日，在景山前街拓宽工程中，大高玄殿前的南牌楼、两座木阁及三者所在院落的围墙被拆除，同期被拆除的还有北上门等古建筑。两座木阁是经测绘存档后拆除的。1960年，以东、西牌楼的构件拼装组成的“弘佑天民”牌楼在北京西郊大有庄100号中共中央党校的庭院内重新树立，保存至今。当时因构件残缺，仅复建起这一座牌楼，而且由原来的四柱九楼改为四柱七楼。南牌楼的“乾元资始”石匾则流落到月坛公园，成为树林中摆放的石桌的桌面。2004年，南牌楼在大高玄殿门前的筒子河北岸重建，并将“乾元资始”石匾从月坛公园找回，安装在该牌楼上归其原位。
大高玄殿的牌楼采用粗大的楠木立柱，柱脚埋入地下很深，故未用戗柱，所以老北京有歇后语“大高玄殿的牌坊———无依无靠。”
明清时期，牌楼及木阁所在院落有院墙，三座牌楼都在院墙上。另外，东、西牌楼之外各有另一道墙，墙上均设有三座门，通向门外的道路。中华民国时期，东、西牌楼之外的墙和三座门被拆除，辟为景山前街。
- 木阁：位于东、西牌楼之间，两座，东称“阳明阁”，西称“阴灵轩”。构造独特，为五花阁式，三重檐，歇山十字脊，结构类似故宫角楼，但更为精美[8]。
- 牌楼：三座牌楼均为四柱三间九楼，正中嵌有汉白玉石匾，上刻题字[8]。
  - 南牌楼：正面（南面）为“乾元资始”，背面（北面）为“大德曰生”[8]。
  - 东牌楼：正面（东面）为“孔绥皇祚”，背面（西面）为“先天明镜”[8]。
  - 西牌楼：正面（西面）为“弘佑天民”，背面（东面）为“太极仙林”[8]。

### 主体建筑
- 头道山门：位于今景山前街北侧，为三座琉璃随墙门，俗称“三座门”。该门在清朝康熙中期《皇城宫殿衙署图》中称“福静门”，清朝《乾隆京城全图》中该门已无名称[2]。
- 二道山门：位于头道山门北侧，为三座琉璃门，绿琉璃瓦顶。该门在清朝康熙中期《皇城宫殿衙署图》中称“康生门”，清朝《乾隆京城全图》中该门已无名称。二道山门与头道山门之间为一东西长、南北窄的狭长院落，院落东西端的院墙上各开一门[2]。
- 大高玄门：位于二道山门北侧。该门在清朝康熙中期《皇城宫殿衙署图》中为三座琉璃门，中央为“黄华门”，东为“高玄门”，西为“苍精门”。清朝《乾隆京城全图》中，仍为三座琉璃门。乾隆十七年（1752年），拆除了这三座门，改建为庑殿顶的“大高玄门”，即今貌。清朝光绪时期《大高玄殿等拟建各工情形立样全图》，此处为“高元门”，高元门东西两侧有院墙，墙上各开一侧门。1950年代勘测图中，此处为“大高玄门”，门东西两侧院墙已拆除。大高玄门为过厅式大门，面阔三间，单檐歇山顶。门前原有一对旗杆（见于光绪时期《大高玄殿等拟建各工情形立样全图》中），现仅存基座[2]。
  - 东、西值房：位于大高玄门前东西两侧。初见于清朝《乾隆京城全图》中。光绪时期《大高玄殿等拟建各工情形立样全图》中显示，东、西值房各自坐落在一个由院墙围绕的小院中，每个小院朝大高玄门前的大院开两个门，每个小院北侧开一个门。小院北墙与大高玄门东西两侧院墙对接平齐。1950年代勘测图中，小院所有院墙均已拆除。此后到2010年代大高玄殿归还故宫博物院期间，东、西值房也被拆除[2]。
- 大高玄殿：位于大高玄门北侧，是整座道观的正殿。康熙中期《皇城宫殿衙署图》中，面阔五间，单檐庑殿顶，殿前院内设有一字影壁，将大高玄殿和大高玄门隔开。《乾隆京城全图》中，大高玄殿已改建为今貌，面阔五间，重檐庑殿顶，今为黄琉璃瓦，前有月台，南向三出陛。乾隆八年（1743年）拆除大高玄殿东西耳房[2][10]。
  - 阐玄殿：位于大高玄殿前东侧，面阔五间。康熙中期《皇城宫殿衙署图》中已见，但未标名称。《乾隆京城全图》中标为阐玄殿[2]。
  - 演奥殿：位于大高玄殿前西侧，面阔五间。康熙中期《皇城宫殿衙署图》中已见，但未标名称。《乾隆京城全图》中标为演奥殿[2]。
  - 鼓楼：位于大高玄门后东侧，阐玄殿南侧，高两层，单檐歇山顶[2]。
  - 钟楼：位于大高玄门后西侧，演奥殿南侧，高两层，单檐歇山顶[2]。
- 九天应元雷坛：位于大高玄殿北侧，为后殿。康熙中期《皇城宫殿衙署图》中，为“九天万法雷坛”，面阔五间，单檐庑殿顶，今为黄剪边绿琉璃瓦，前有月台，南向单出陛。《乾隆京城全图》中标为“九天万法一炁雷坛”。乾隆八年（1743年）拆除雷坛东西耳房。光绪时期《大高玄殿等拟建各工情形立样全图》中标为“九天雷祖殿”。1950年代勘测图中标为“九天应元雷坛”[2]。
  - 天乙之殿：位于九天应元雷坛前东侧。康熙中期《皇城宫殿衙署图》中，面阔五间，未标名称。《乾隆京城全图》中，该殿已被改建为面阔七间的“天乙之殿”[2]。
  - 涌明之殿：位于九天应元雷坛前西侧。康熙中期《皇城宫殿衙署图》中，面阔五间，未标名称。《乾隆京城全图》中，该殿已被改建为面阔七间的“涌明之殿”[2]。
- 乾元阁、坤贞宇：是最后一进建筑。康熙中期《皇城宫殿衙署图》中标为“无上阁”。《乾隆京城全图》中标为“乾元阁”。乾元阁和坤贞宇为一座两层楼阁，上层为乾元阁，圆攒尖顶，覆以蓝琉璃瓦，象征天；下层为坤贞宇，方形，覆以黄琉璃瓦，象征地。乾元阁供奉玉皇大帝[2]。
  - 伏魔殿：位于乾元阁东侧。康熙中期《皇城宫殿衙署图》中标为“象一宫”。《乾隆京城全图》中标为“伏魔殿”。乾隆十七年（1752年）拆除[2]。
  - 北极殿：位于乾元阁西侧。康熙中期《皇城宫殿衙署图》中标为“始阳斋”。《乾隆京城全图》中标为“伏魔殿”。乾隆十七年（1752年）拆除[2]。
  - 东、西配殿：位于乾元阁前东西两侧，东、西各并列两座，共四座，面阔均为七间。乾隆八年（1743年）拆除[2]。